# Hliníkové dveře
Hliníkové dveře jsou otevírací výplně stavebních otvorů, jejichž základní konstrukční rám je vyroben z hliníku. Slouží k oddělení místností (tepelně i zvukově izolační funkce) a zároveň plní funkci spojovací, když umožňuje pohyb lidí mezi místnostmi. Venkovní hliníkové dveře oddělují vnitřek domu od nepřízně počasí a slouží lidem pro vstup do objektu. Hliník umožňuje vyrobit dveře lehké, konstrukčně přesné, snadno otevíratelné a zavíratelné, přitom téměř nezničitelné a odolné. Díky pevnosti, tuhosti a nízké hmotnosti hliníku je možné vyrábět velké plochy dveří s různými druhy výplní. Nejpoužívanější jsou tyto dveře u luxusních administrativních budov, moderních rodinných domů, u zimních zahrad. Doporučují se u domů s více než 3 bytovými jednotkami, kvůli jejich velké odolnosti proti častému používání.

## Vlastnosti hliníku
Hliník je materiál získávaný elektrolýzou z horniny bauxit, které je na Zemi téměř nevyčerpatelné množství. Při výrobě hliníku je v drtivé většině případů používána energie z vodních elektráren. Hliník je materiál s vysokou konstrukční pevností při zachování nízké hmotnosti. Je odolný vůči povětrnostním vlivům, změnám teplot i vůči chemickému působení. Ani po letech užívání není potřeba dveře vyrobené z hliníku ošetřovat a povrchově udržovat. O dveřích z hliníku se dá říci, že jsou nezničitelné. Hliník také vyniká díky svým statickým vlastnostem v různých speciálních konstrukcích, např. právě v prosklených fasádách, polostrukturálních a strukturálních fasádách, nebo konstrukcích bezrámového zasklení, kde jednoznačně vede oproti dřevu či plastu.

## Upozornění
Pokud se v dalších odstavcích tohoto článku hovoří o hliníku, pak se v žádném případě nejedná o hliník čistý. Vždy se jedná o slitiny hliníku s jinými prvky např. s mědí a s hořčíkem v různém poměru. Tyto slitiny se nazývají dural. Teprve tyto slitiny mají výborné mechanické i chemické vlastnosti, o kterých se níže píše.

## Historie hliníkových dveří
Od roku 1854, kdy Henri Sainte-Claire Deville spustil první komerční proces výroby hliníku, se stal tento kov nepostradatelným pro moderního člověka. V konstrukčních kancelářích se využívá jeho velké pevnosti a malé hmotnosti pro stavbu aut, letadel, vlaků i kosmických lodí. Je známa schopnost hliníku absorbovat kinetickou energii, což ho předurčuje i pro výrobu dveří. Zvláště hodně namáhaných dveří, které si podává velké množství lidí z ruky do ruky. Venkovní dveře velkých činžovních domů z masivního dřeva je vždy potřeba udržovat a vyměňovat, u hliníkových dveří toto odpadá.

## Přednosti a nedostatky oproti jiným materiálům

### Přednosti hliníkových dveří oproti jiným materiálům
1. Mimořádná pevnost - dveře se nekroutí a nedeformují, a to ani po letech
2. Údržba – hliníkové dveře nevyžadují téměř žádnou údržbu, pouze jejich nehliníková výplň
3. Bezpečnost - díky přesné konstrukci, kdy dveře dokonale zapadají do obložky, je velmi obtížné dveře vylomit či vysadit při snaze vniknout do objektu. Hliníkové profily jsou velmi odolné proti deformaci.
4. Trvanlivost - pokud se u dřevěných a plastových dveří počítá s životností cca 30 let, zde je životnost přibližně dvojnásobná

### Nevýhody hliníkových dveří oproti jiným materiálům
1. Poměrně vysoká cena
2. Délková roztažnost při změnách teplot, která způsobuje dilatační pohyby v konstrukci.

## Funkčnost
Díky moderním technologiím dosáhly v 21. století hliníkové dveře takových tepelně izolačních a zvukově izolačních vlastností, jaké byla vyhrazeny dosud jen plastovým dveřím. Oproti PVC ovšem nabízí hliník mnohem větší tuhost a konstrukční přesnost dosedajících prvků. Nevýhodou hliníku byla zvýšená tepelná vodivost, která měla za následek promrzání hliníkových rámů v zimním období, ale tento nedostatek se u moderních typů odstranil tzv. přerušením „tepelného mostu“, kdy se do hliníkového profilu vsadil pruh z nekovového materiálu, většinou z polyamidu vyztuženého sklolaminátovými vlákny. Ten zabraňuje tepelné vodivosti a tím zlepšuje tepelně izolační vlastnosti hliníkového profilu.
Technologie umožňují vyrobit hliníkové dveře velkých rozměrů při malé konstrukční hloubce (65-75 mm) a malé šířce rámu. Hliníkové dveře jsou velmi elegantní na pohled, navíc zajišťují odolnost proti vloupání. Je možné je otevírat a zavírat i dálkově, protože přesně dosedají a není potřeba velké síly.

## Komfort ovládání
Závěsy a panty hliníkových dveří jsou většinou skryty v konstrukčním rámu tak, že vůbec neruší. Pro ruční otevírání je k dispozici řada osvědčených konstrukcí – jednokřídlé, dvoukřídlé, s prosklenou středovou či postranní částí, se světlíkem. Dveře je možné ovládat také dálkově, automatizovaně. Proto si architekti oblíbili hliníkové dveře zejména u velkých budov s velkým počtem procházejících lidí, kde je možné centrálně odemykat a zamykat objekt, umožnit vstup po identifikaci. Existují čtečky otisků prstů a další elektronické zámky, otevírající hliníkové dveře pouze lidem s povoleným přístupem.

## Design a použití v architektuře
Design je velkou předností hliníkových dveří. Proto jsou velmi oblíbené v moderní architektuře. Úzké rámy kolem velkých ploch výplní působí reprezentativním dojmem a tvoří nedílnou součást výrazu stavby. Hliníkové dveře jsou viditelnou vizitkou nejen u průmyslových, komerčních a bytových výstaveb, ale i u moderních rodinných domů.
Dveře mohou mít libovolnou barvu i tvar. Je možné volit barvu i materiál výplně, speciální metalízové povrchy, různé designové kliky, různé způsoby otevírání. Hliník je nejvhodnější volbou pro posuvné a skládací dveřní systémy.

## Bezpečnost
Hliníkové dveře jsou velmi odolné proti násilnému vniknutí do objektu, jelikož hliníkové profily jsou opravdu výjimečně silné a odolné proti deformaci. Ke dveřím je možno přidat i další moderní bezpečnostní doplňky, jako jsou:
- Několikanásobné zámky (až 5násobné zablokování)
- Antipanikové zámky podle DIN EN 1125
- Protipožární a protikouřová ochrana
- Odolnost vůči účinkům výbuchu EPR 1 a US-GSA
- Možnost individuální volby zabezpečení až WK3 v souladu s DIN V ENV 162